# Institut universitaire de technologie de Saint-Malo
L'Institut Universitaire de Technologie de Saint-Malo est un établissement français d'enseignement supérieur fondé en 1994 et situé à Saint-Malo, dans le quartier de Paramé. Il est rattaché à l'Université de Rennes I puis devient autonome en 2001. En 2022, il accueille 815 étudiants. Il est organisé en quatre départements : Gestion des entreprises et des administrations, Génie industriel et maintenance, Réseaux et télécommunications et enfin Carrières juridiques.

## Présentation
L'IUT de Saint-Malo est l'une des 19 filières de l'université Rennes-I.

### Localisation
L'IUT se situe rue de la Croix Désilles à Saint-Malo, dans le quartier de Paramé. Il est desservi par les bus du réseau MAT (lignes 3, 4, 7 et 11) à l'arrêt « IUT ». Il se trouve à environ à 3 km de la gare et à 4 km de l'intra-muros.
L'IUT est situé sur le campus universitaire de Saint-Malo, avec le lycée maritime Florence Arthaud (créé en 2015), et en projet depuis 2022, l'installation de la future École nationale supérieure maritime. Un multiplexe, une résidence universitaire  et un restaurant universitaire sont également implantés sur le campus.

### Budget
L'IUT dispose d'un budget annuel de 2,4 millions d'euros en 2022. En 2016, 57 % du budget de l'IUT est financé par des entreprises.
Les salaires des enseignants titulaires sont versés par l'université Rennes 1, tandis que les enseignants vacataires sont rémunérés sur le budget de l'IUT. Ce dernier finance également les frais de fonctionnement et d'entretien, le matériel pédagogique ou les heures supplémentaires des professeurs titulaires. 

### Effectifs
En 1994, lors de l'ouverture de l'IUT, il y a 48 étudiants.
En 2019, l'IUT compte 752 étudiants, encadrés par 37 enseignants-chercheurs, 30 personnels administratifs et 200 vacataires. 
En 2022, il y a 815 étudiants.

## Types de formation
La plupart des formations peuvent se faire :
- en formation initiale avec un statut d'étudiant,
- en formation par alternance avec un contrat d'apprentissage ou de professionnalisation (statut de salarié),
- en formation continue pour les salariés et les demandeurs d’emploi,
- ou en VAE (Validation des Acquis de l'Expérience).

### Départements
L'IUT de Saint-Malo est composé de quatre départements délivrant, les BUT et LP suivants :
- BUT Gestion des entreprises et des administrations ;
- BUT Génie industriel et maintenance ;
- BUT Réseaux et télécommunications ;
- BUT Carrières juridiques ;
- LP Conception et Pilotage de la Chaîne Logistique Globale (CPCLG) ;
- LP Maintenance et Gestion du Risque Industriel (MGRI) ;
- LP Administration et Sécurité des Réseaux (ASUR) ;
- LP Réseaux Informatiques Mobilité et Sécurité (RIMS) anciennement RSFS ;
- LP Chargé d’Affaires en Réseaux & Télécoms (CART) ;
- LP E-commerce et marketing numérique ;
- LP Organisation et gestion des établissements hôteliers et de restauration (OGEHR) ;
- Formation professionnelle Technicien Supérieur Systèmes et Réseaux (TSSR)

## Historique
L'IUT de Saint-Malo est créé en 1994, comme antenne de l'IUT de Rennes. De nombreuses villes moyennes de l'ouest de la France (Quimper, Vannes, Saint-Brieuc, Lannion, Cholet, Laval, La Roche-sur-Yon, Saint-Nazaire...) ouvrent des IUT, antennes délocalisées d'universités, à la même période. L'année précédente, en 1993, le département Gestion des Entreprises et Administration est ouvert, mais ce n'est qu'en 1994 que le bâtiment de l'IUT est construit. Cette même année, le département Génie industriel et maintenance est ouvert.
En 1996 est créé le département R&T (Réseaux et télécommunications). Quatorze ans plus tard, en 2010, est mis en place le quatrième département de l'IUT, celui des Carrières Juridiques.
En 2022, la réforme de l'enseignement technologique met fin au diplôme universitaire de technologie, qui est remplacé par le bachelor universitaire de technologie. 
- 2000 : mise en place de formations par alternance.[réf. nécessaire]
- 2001 : l'IUT devient officiellement autonome.[réf. nécessaire]

## Gouvernance
L'IUT est présidé par un Conseil d'institut, composé de 38 membres : quatorze personnalités extérieures (maire, Région, Département, chambre de commerce, syndicats, expert-comptable…), quatorze enseignants de l’IUT (six du secondaire, six enseignants-chercheurs et deux vacataires), six étudiants et quatre salariés administratifs et techniques.
Le directeur de l'IUT est élu par le Conseil d'Institut pour un mandat de cinq and, renouvelable une fois. Depuis l'obtention de son autonomie en 2001, trois directeurs se sont succédé à la tête de l'IUT de Saint-Malo :
| Directeur            | Années d'activités     |
| -------------------- | ---------------------- |
| Jean-Jacques Montois | de 2001 à 2012,        |
| Abel Kinié           | de 2012 à 2022         |
| Jean-Pascal Gayant   | depuis septembre 2022, |

## Vie étudiante

### Association sportive
L'AS permet de pratiquer des sports notamment des sports nautiques, comme le surf, la planche à voile, le catamaran et la voile, entre autres.
Tous les ans, une régate est organisée avec les autres IUT de toute la France au départ de Saint-Malo.

### Épicerie solidaire
En 2019, une épicerie solidaire est fondée par l'association Corsaire Solidaire, afin d'aider les étudiants en situation de précarité financière et alimentaire. Elle permet aux étudiants de se procurer des denrées à bas prix, fournies par les Restos du Cœur et la banque alimentaire de Saint-Malo. En 2022, une trentaine de personnes en bénéficient.

## Classement
En 2022 l'établissement a été classé 24ème du classement complet réalisé par Thotis